# گاوکش (وردک)
گاوکُش کوهی در رشته‌کوه هندوکش است. این کوه در ولایت میدان وردک افغانستان واقع شده است